# Defi
El defi (o gbe, defi) és una llengua gbe que parlen els defis que viuen al departament d'Ouémé de Benín. El seu codi ISO 639-3 és gbh i el seu codi al glottolog és defi1235.

## Població, territori i pobles veïns
El 2002 hi havia 13.500 defis a Benín i segons el joshuaproject n'hi ha 22.000.
El territori defi està situat a l'extrem sud-est del departament d'Ouémé, al municipi de Sèmè-Kpodji, entre el riu Ouémé, al nord, la línia de ferrocarril entre Cotonou i Porto Novo, a l'oest i el golf de Guinea, a la frontera amb Nigèria, al sud.
Segons el mapa lingüístic de Benín de l'ethnologue, el territori defi està situat entre Cotonou, al nord-oest i Nigèria, a l'oest. És territori poc extens i els pobles veïns dels defis són els xwles orientals, a l'oest i els guns al nord. Els guns també habiten en el territori nigerià, situat a l'est del territori dels defis.

## Família lingüística i relació amb altres llengües
El defi és una llengua kwa, família lingüística que forma part de les llengües Benué-Congo. Concretament, segons l'ethnologue, forma part del grup lingüístic de les llengües gbes. Segons l'ethnologue, hi ha 21 llengües gbe: l'Aguna, l'ewe, el gbe, ci, el gbe, xwla oriental, el gbe, gbesi, el gbe, kotafon, el gbe, saxwe, el gbe, waci, el gbe, xwela occidental, el gbe, xwela, el kpessi, sis llengües aja (aja, gbe, ayizo, gbe, defi, tofin, gbe, weme i gun), dues llengües fons (fon i gbe, maxi) i la llengua gen, considerada l'única llengua mina. Segons el glottolog, és una de les llengües gbes orientals juntament amb el gbe, gbesi; l'ayizo; el gbe, xwla oriental; el fon; el gbe, ci; el gun; el gbe, kotafon; el gbe, maxi; el gbe, saxwe; el gbe, tofin; el gbe, weme; el gbe, xwla occidental; el wudu i el gbe, xwela.
El defi és proper al gun.

## Sociolingüística, estatus i ús de la llengua
El defi és una llengua vigorosa (EGIDS 6a): Tot i que no està estandarditzada, és parlada per persones de totes les generacions tant a la llar com en l'àmbit social i la seva situació és sostenible. Els defis també parlen el francès, el gun i el ioruba.